# Eschweiler-Clarke-Methylierung
Die Eschweiler-Clarke-Methylierung (oder einfach: Eschweiler-Clarke-Reaktion) ist eine Namensreaktion der Organischen Chemie und benannt nach ihren Entwicklern, dem deutschen Chemiker Wilhelm Eschweiler (1860–1936) und dem britischen Biochemiker Hans Thacher Clarke (1887–1972). Bei der Reaktion handelt es sich um eine reduktive Aminierung. Sie kann als Spezialfall der Leuckart-Wallach-Reaktion mit Formaldehyd als Alkylierungsreagenz betrachtet werden und wird zur Methylierung primärer oder sekundärer Amine verwendet.

## Mechanismus
Als Methylierungsagens dient Formaldehyd, der im Überschuss zusammen mit überschüssiger Ameisensäure verwendet wird.
Im ersten Reaktionsschritt greift der Stickstoff des Amins 1 den Carbonylkohlenstoff des Formaldehyds nucleophil an. Es entsteht die Verbindung 2, die zunächst von der Ameisensäure am Sauerstoff protoniert wird. In zwei weiteren Schritten wird ein Wassermolekül abgespalten, worauf die Übertragung eines Hydridions unter Bildung von Kohlenstoffdioxid stattfindet. Das gewünschte, methylierte Amin 6 wird gebildet. Der Mechanismus ist mit dem der Leuckart-Wallach-Reaktion identisch.
Die Triebkraft der Reaktion ist die Bildung von Kohlenstoffdioxid. Es erfolgt keine Bildung quartärer Ammoniumsalze, da die gebildeten tertiären Amine nicht mehr mit Formaldehyd zu Iminen weiterreagieren können. Hierin liegt ihr Vorteil gegenüber der Methylierung mit Halogenalkanen wie beispielsweise Methyliodid.
Werden chirale Amine eingesetzt, läuft die Reaktion meist unter Erhalt der Stereoinformation ab.